# Madame Saqui

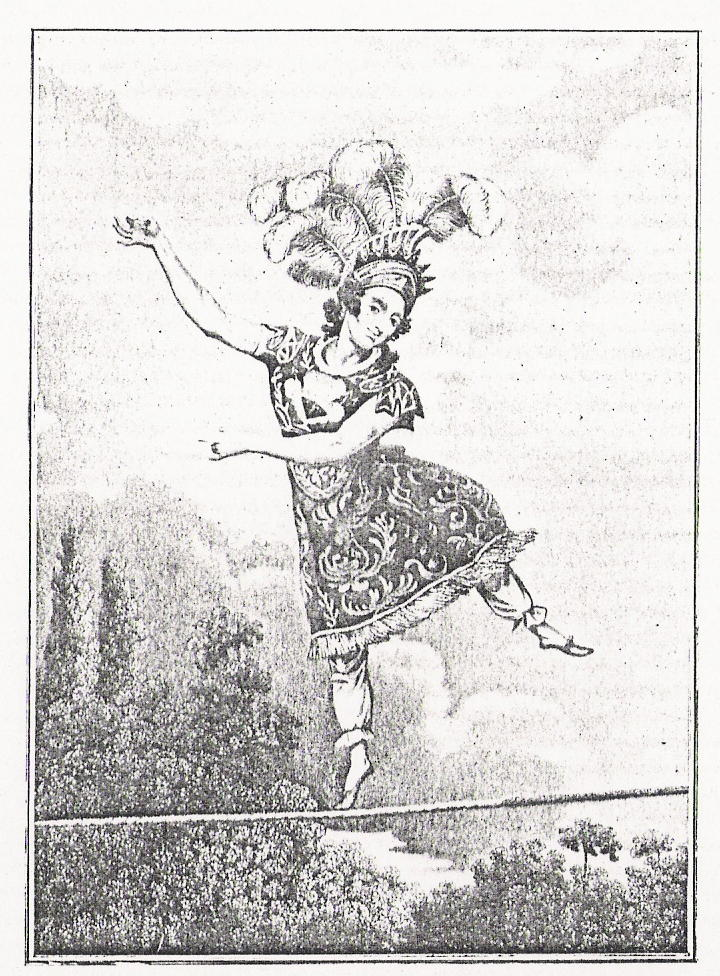
Madame Saqui.

Marguerite-Antoinette Lalanne, känd under sitt artistnamn Madame Saqui, född 26 februari 1786 i Agde, död 21 februari 1866 i Neuilly-sur-Seine, var en berömd fransk lindansare.  